# Schloss Weichs

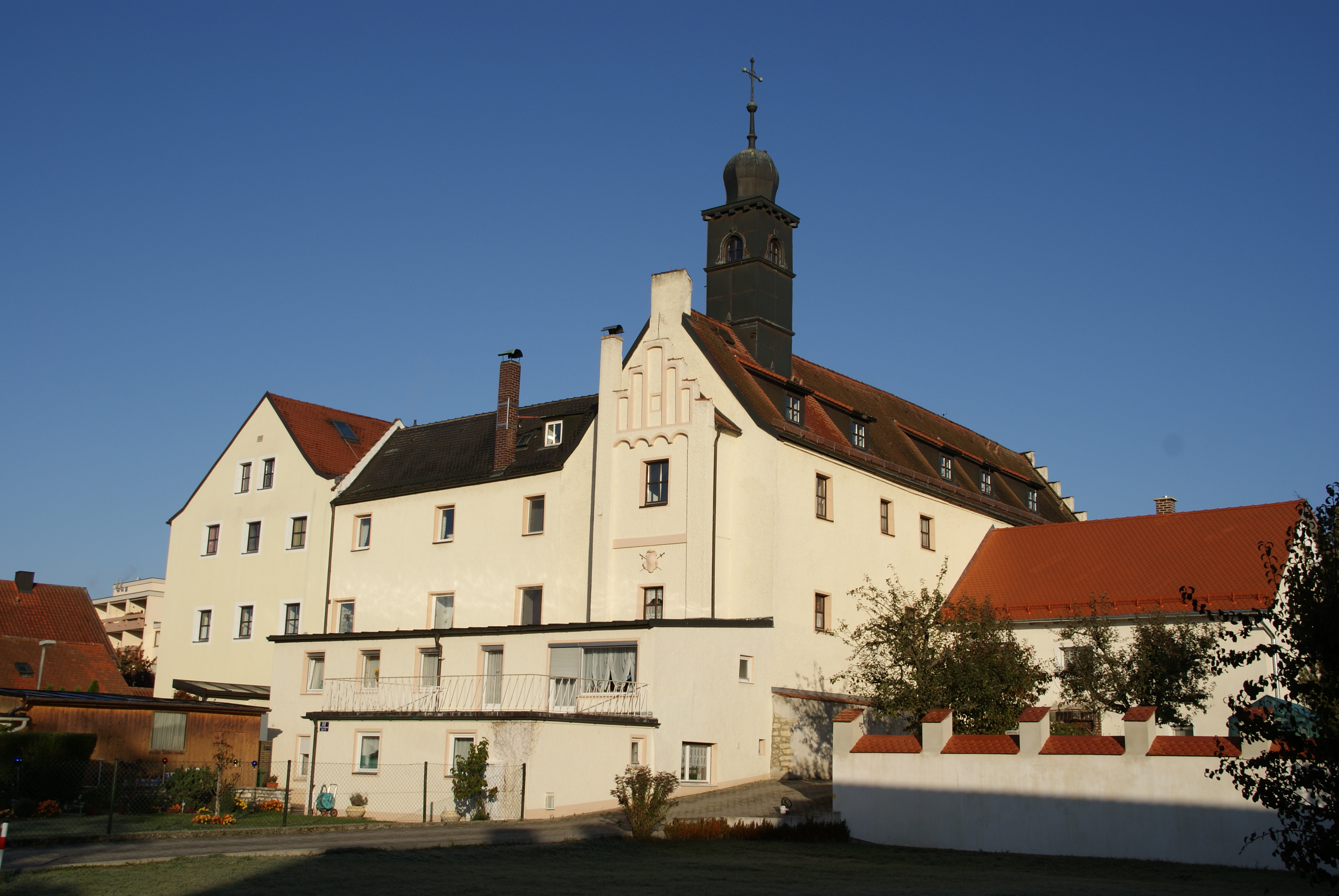
Schloss Weichs heute

Schloss und Brauhaus Weichs um 1700. Kupferstich von Michael Wening

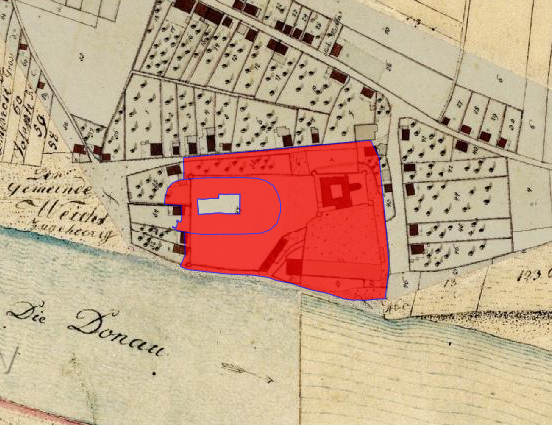
Lageplan von Schloss Weichs auf dem Urkataster von Bayern

Das Schloss Weichs ist ein denkmalgeschütztes Gebäude in der Weichser Schlossgasse 11 a im Stadtteil Weichs der Stadt Regensburg, (Bayern). Die Anlage ist unter der Aktennummer D-3-62-000-1318 als denkmalgeschütztes Baudenkmal von Regensburg verzeichnet. Ebenso wird sie als Bodendenkmal unter der Aktennummer D-3-6938-0055 im Bayernatlas als „archäologische Befunde im Bereich des ehem. Schlosses von Weichs, zuvor mittelalterliche Burg“ geführt.

## Geschichte
Die ehemalige Niederungsburg wurde um 1151 von den Rittern von Weichs erbaut. Erstmals erwähnt wird sie 1220. Im 14. Jahrhundert wurden die Weichser von Traubling auf der Burg Traubling ansässig. 1280 kamen mit Otto dem Erlauchten die bayerischen Herzöge in den Besitz von Weichs. Sie verpfändeten in der Folgezeit Burg und Hofmark an reiche Regensburger Patriziergeschlechter, wie die Familien Gumprecht,  Auf der Hayde (1345), Sittauer, Thundorfer (1358) und Heinrich von Amman (1409). Nach 1500 erscheinen auf der Burg die böhmischen Grafen von Guttenstein. Heinrich von Guttenstein ließ 1516 das Schloss mit Graben und Mauer umgeben. Nach ihnen folgten die Herren von Plittersdorf, die den Besitz für 4300 Gulden an das Kloster Niedermünster verkauften. 1601 kam das Schloss Weichs wieder zurück an das Herzogtum Bayern. Das Schloss wurde ausgebaut zu einer stark befestigten Vierflügelanlage der Renaissancezeit und erhielt einen staffelgiebeligen Anbau. In der Barockzeit erhielt die später dann profanierte Schlosskapelle ein Glockentürmchen. Herzog und Kurfürst Maximilian I. richtet beim Schloss eine Brauerei für weißes Bier ein, dessen Herstellung damals ein Privileg des Landesherren war. Das langgestreckte Brauereigebäude überlebte Hochwasser und Eisgang. 1630 wurde das Schloss Sitz des Pflegeamtes.
Im Sommer 1634 wurde das Schloss im Verlauf der Kämpfe um Regensburg im Dreißigjährigen Krieg stark zerstört und anschließend wieder aufgebaut. 1704 im Spanischen Erbfolgekrieg und 1737 im Österreichischen Erbfolgekrieg wurde das Schloss Weichs von französischen und bayerischen Truppen besetzt und als Hauptquartier genutzt. 1799 löste der bayerische Staat das Schlossgut auf.
1801 wird Clemens Freiherr von Weichs in der Jesuitengruft in Amberg beerdigt. Heute befindet sich das Schloss in Privatbesitz und wird für Ferienwohnungen und Ferienappartements genutzt.

## Gebäude
Das Schloss ist eine dreigeschossige Vierflügelanlage mit Satteldächern, Staffelgiebeln, Erker und Dachreiter mit Zwiebelhaube. Die Anlage ist spätgotisch und Renaissance, 16. Jahrhundert, im Kern vielleicht älter, Umbauten 17./18. Jahrhundert, teilweise modern überformt. Erhalten sind wohl spätmittelalterliche Reste der Schlossmauer mit Schalentürmen aus Bruchstein. Auf der Nordseite finden sich wohl spätmittelalterliche Reste des Grabens und der Futtermauer aus Bruchstein.